# Moord op Jan van Wely

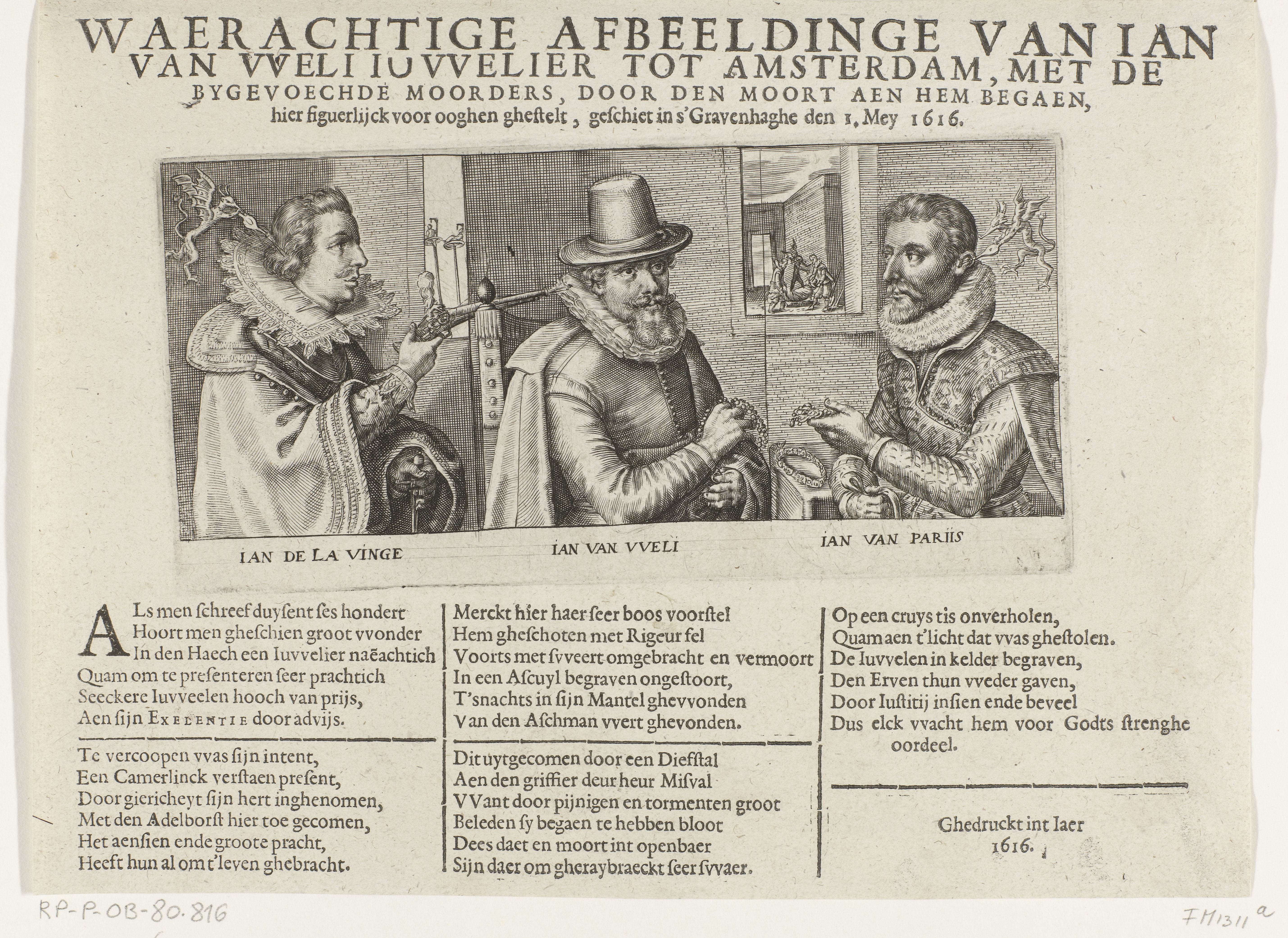
De roofmoord op Amsterdamse juwelier Jan van Wely

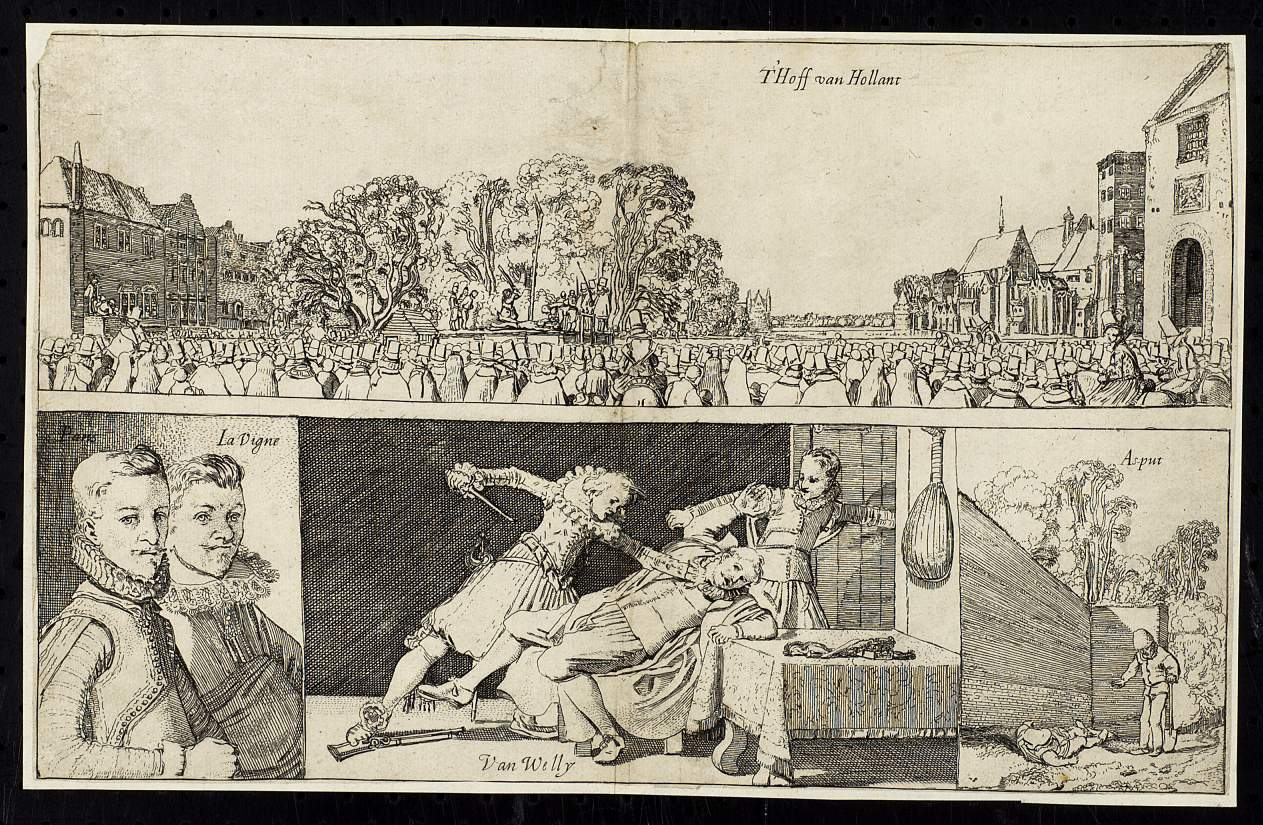
Middenonder de moord op Jan van Wely. Middenboven het radbraken van diens moordenaars, Jean de Paris en Jean De la Vigne, op het Groene Zoodje te Den Haag. Linksonder portretten van Van Paris en De La Vigne. Rechtsonder het vinden van het lijk van Van Wely.

De moord op Jan van Wely werd gepleegd op 14 maart 1616 op het Binnenhof in Den Haag, door de kamerheer van prins Maurits, Jean de Paris en door de adelborst van de lijfwacht van de prins, Jean de la Vigne. 
Jan van Wely, een voorname juwelier en koopman uit Amsterdam, was in Den Haag omdat de prins geïnteresseerd was in zijn juwelen, waaronder een hoedband met edelstenen. De prins had vaker aankopen gedaan bij Van Wely, maar deze keer vond hij de hoedband te duur en wilde het later nog eens zien. Jean de Paris, de kamerheer van de prins en Jean de la Vigne, de adelborst van de lijfwacht van de prins, bereidden een plan voor om de juwelier te vermoorden en de juwelen te stelen. Twee dagen later wilde Van Wely opnieuw naar de prins. Hij trok naar het Binnenhof en werd gelokt door de kamerheer. De prins was op dat moment aan het kaarten en Jean de Paris leidde Van Wely naar zijn eigen kamer op het Binnenhof, waar De la Vigne al stond te wachten. In de kamer zaten ze te wachten bij het haardvuur. Toen de juwelier even afgeleid was schoot De Paris hem door het hoofd. Naderhand ging De Paris naar buiten om te zien of het schot was gehoord, wat niet het geval was. Op dat moment bewoog Van Wely nog steeds en de adelborst stak hem meermaals met een dolk. Toen ook dat niet leidde tot de dood wurgde de teruggekeerde De Paris hem. Het lichaam werd naar de asput van het hof, nabij de Spuipoort, op de huidige plek van de Tweede Kamer gesleept en daar begraven. Hoewel het lichaam werd gevonden, bleven de moordenaars onbekend.
De twee daders werden overmoedig en pleegden een diefstal op de griffier. De Paris werd ontdekt en gearresteerd en bij een huiszoeking werden sieraden van de juwelier en geld van de griffier gevonden. Ook De la Vigne werd gearresteerd en beiden werden onder marteling verhoord. Beide mannen werden uiteindelijk veroordeeld tot de uiterst pijnlijke executie door middel van radbraken van onder, die maar zelden werd uitgevoerd. Het vonnis werd voltrokken op het Groene Zoodje net buiten het Binnenhof. De lichamen werden op het rad op het galgenveld van het Hof van Holland gezet, nabij de Laakmolen en dienden als aas voor de vogels. 
De roofmoord maakte grote indruk onder de bevolking en van de gebeurtenis zijn verschillende prenten gemaakt.